# Myles McKay
Myles Ronald McKay (ur. 19 lipca 1986) – amerykański koszykarz, występujący na pozycji rzucającego obrońcy.
W 2011 przystąpił do draftu D-League, w którym został wybrany, w szóstej rundzie, z numerem 95 ogólnej listy przez Austin Toros.
5 lipca 2017 został zawodnikiem Anwilu Włocławek. 30 sierpnia klub zrezygnował z jego usług.

## Osiągnięcia
Stan na 5 lipca 2017, na podstawie, o ile nie zaznaczono inaczej.
College
- Mistrz:
  - turnieju konferencji Wisconsin Intercollegiate Athletic (WIAC – 2008)
  - sezonu zasadniczego WIAC (2008)
- Zaliczony do I składu WIAC (2008, 2009)[5]

Drużynowe
- Mistrz II ligi francuskiej (2016)[6]

Indywidualne
- Najlepszy zawodnik występujący na pozycji obronnej ligi (według eurobasket.com):
  - czeskiej (2010)[7]
  - szwajcarskiej (2014)[8]
- Obrońca roku ligi szwajcarskiej (2014 według eurobasket.com)[8]
- Zaliczony do (przez eurobasket.com):
  - I składu:
    - ligi czeskiej (2010)[7]
    - ligi szwajcarskiej (2014)[8]
    - zawodników zagranicznych ligi:
      - czeskiej (2010)[7]
      - szwajcarskiej (2014)[8]
- Zwycięzca konkursu rzutów za 3 punkty czeskiej ligi NBL (2010)
- Lider:
  - strzelców ligi:
    - czeskiej (2010)[7]
    - szwajcarskiej (2014)[8]

  - ligi szwajcarskiej w przechwytach (2014)[8]